# Клот
Клот — русский дворянский род, восходящий к XVI веку, лифляндского происхождения.
Одна ветвь его была внесена в матрикулы лифляндского дворянства и в VI часть родословной книги Новгородской губернии, другая — в VI часть родословной книги Минской губернии.

## Известные представители
- Клот, Владимир Андреевич (1827—1888) — генерал-лейтенант, участник подавления польского мятежа, Крымской и русско-турецкой войны.

## Описание герба
Щит пересечен на золотое и чёрное поля. В золотом поле чёрное ядро.
Над щитом шлем, на нём бурелет перевитый золотом и чёрным. Нашлемник: между двух буйволовых рогов, из которых правый — золотой, а левый — чёрный, чёрное ядро. Намет: чёрный, подложен золотом. (Гербовник XV, 26)